# Las Vicarías
Las Vicarías es una comarca del sureste de la provincia de Soria (Castilla y León, España),  que deriva de las históricas Vicarías de Serón y Monteagudo (comunidades de villa y tierra llamadas así, porque el rey, de Castilla en este caso, las ponía en manos de un vicario). Dado que hay ayuntamientos que se han agrupado a otros con el paso de los siglos y por tanto ahora algunos forman parte de términos municipales de otras comarcas, a la vez que otros han desaparecido, actualmente son considerados de Las Vicarías sólo los cinco municipios que se inscriben en su territorio histórico.

## Municipios
- Cañamaque
- Fuentelmonge
- Monteagudo de las Vicarías
- Serón de Nágima
- Torlengua

## Geografía
Limita por el norte con la sierra de las Cabezuelas y los altos del Rezadero, que la separan de la comarca de Gómara; por el sur con las estribaciones más orientales de la sierra del Muedo, que la separan de Tierra de Medinaceli; por el este también con los altos del Rezadero, que la separan de la Comunidad de Calatayud, en la provincia de Zaragoza; y por el oeste, asimismo,  con la sierra de las Cabezuelas, que la separa de la comarca de Almazán.

Consiste en un territorio formado por campiñas elevadas, con cotas por encima de los 900 metros, en donde emergen, como únicas formas de relieve, los "cabezos", cerros testigo que han resistido la erosión. En la zona destaca el embalse de Monteagudo, recrecido en la década de los ochenta, en
el río Nágima (cuenca hidrográfica del Ebro).

### Comunicaciones
Pasa la carretera autonómica  CL-116  por Monteagudo; a la que se suma la  SO-340 , que cruza prácticamente la comarca de norte a sur.

### Vegetación y fauna
La zona está fuertemente deforestada, quedando relegados los únicos árboles a los álamos y chopos que siguen el curso de algunos ríos y arroyos. También hay, aunque cerca del límite con la comarca de Almazán y el Campo de Gómara básicamente, encinares y quejigares.

El espacio tiene interés para varias especies de aves esteparias, principalmente para la ortega; la calandria encuentra en él una densidad importante a nivel regional. El embalse ha dado lugar a una zona húmeda de gran atracción para las aves acuáticas, el cual destaca por la presencia de aves invernantes y migratorias como la grulla común. Además, destacan las poblaciones reproductoras de zampullín cuellinegro y pato colorado.
En esta comarca se sitúan, en relación con eso y en el marco de la Red Natura 2000, la totalidad de la ZEPA (Zona de Especial Protección para las Aves) de Monteagudo de las Vicarías y parte del LIC (Lugar de Importancia Comunitaria) de Quejigares de Gómara-Nájima. Además, dispone de otro espacio natural como es El Picazo.

## Patrimonio
En Las Vicarías se hallan Bienes de Interés Cultural: en Monteagudo, la Muralla y Puerta de la Villa, la ermita de Nuestra Señora de Bienvenida, el castillo de Altamira y el de la Raya; y en Serón de Nágima, el castillo de Serón.